# 国司憲一郎のラジオ直球どまん中!
『国司憲一郎のラジオ直球どまん中！』（くにしけんいちろうのラジオちょっきゅうどまんなか）は、2005年4月4日から2006年3月31日まで山陽放送運営のRSKラジオで放送されたラジオ番組。
『おはようネットワーク』に替わってスタートした平日朝のワイド番組で、毎週月曜 - 金曜 6:55 - 8:45（日本標準時）に放送。

## パーソナリティ
- 国司憲一郎
- 難波恵（月曜・火曜・水曜）
- 楢崎房江（木曜・金曜）